# 埃文鎮區 (堪薩斯州索姆奈縣)
埃文鎮區（英語：Avon Township）為美國堪薩斯州索姆奈縣轄下的鎮區。2010年美国人口普查中此鎮區人口有317人。

## 地理
埃文鎮區涵蓋總面積為92.7平方（35.80平方英里），其中陸地面積為92.7平方（35.79平方英里），水域面積為0.026平方（0.01平方英里）或0.03%。

## 人口統計
根據2010年美國人口普查，埃文鎮區人口有317人，其中男性有164人，女性有153人，人口密度為每平方公里3.42人，住房計124戶。鎮區內的白人有306人，非裔美國人有2人，美洲原住民有0人，亞裔美國人有1人，太平洋島裔美國人有0人，其他種族有3人，混血種族則有5人。此外鎮區內有6人為西班牙裔或拉丁裔美國人。此鎮區之年齡中位數為45.6歲，而男性年齡中位數為45.5歲，女性年齡中位數為45.8歲。

## 交通

### 主要公路
- 35號州際公路
- 160號美國國道